# 欣瓜拉

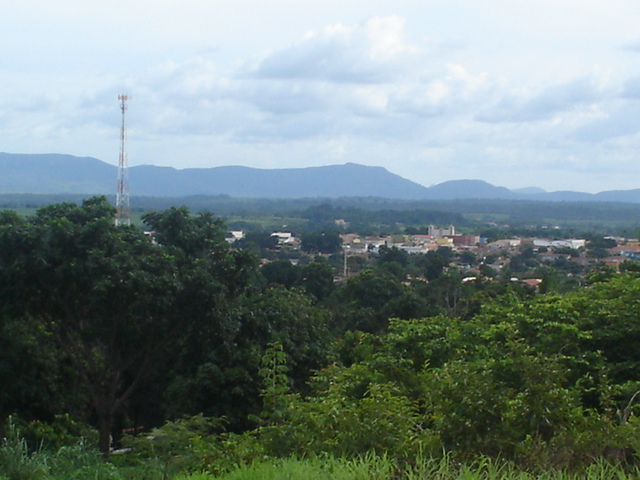
欣瓜拉

欣瓜拉（葡萄牙語：Xinguara），是巴西的城鎮，位於該國北部，由帕拉州負責管轄，始建於1982年5月13日，面積3,779平方公里，海拔高度279米，2014年人口42,465，人口密度每平方公里11.24人。